# Alain Boghossian
Alain Boghossian (Digne-les-Bains, 27 d'octubre de 1970) és un exfutbolista professional francès, d'origen armeni, que ocupava la posició de migcampista.

## Trajectòria
La seua carrera s'ha desenvolupat sobretot a França i Itàlia, destacant especialment al Calcio. A la League 1 tan sols hi va disputar una temporada amb l'Olympique de Marsella, abans de fitxar, el 1994 per la SSC Napoli. Posteriorment jugaria amb la UC Sampdoria i amb el Parma FC, equip en el qual va reeixir al costat del seu compatriota Thuram. Es retira el 2003, a causa de les lesions, després d'haver jugat tan sols cinc partits amb el RCD Espanyol en la temporada 02/03.

## Selecció
Boghossian va disputar amb la selecció francesa 26 partits, tot marcant dos gols. Coincidint amb la millor època dels bleus, hi va disputar el Mundial 1998, mentre que dos anys després, es va lesionar el dia abans de l'inici de l'Eurocopa, que també guanyarien els francesos. Va participar, a més a més, al Mundial del 2002.
Després de la seua retirada, ha estat entrenador assistent de la selecció francesa.

## Palmarès
- Copa del Món: 1998
- Cavaller de la Legió d'Honor: 1998
- Copa de la UEFA: 1999
- Supercoppa Italiana: 1999
- Coppa Italia: 1999